# طاقة الفوتون
طاقة الفوتون هي الطاقة التي يحملها فوتون واحد. يتناسب مقدار هذه الطاقة طرديًا مع التردد الكهرومغناطيسي للفوتون، وعكسيًا مع الطول الموجي، فكلما ازداد تردد الفوتون ازدادت طاقته، وكلما ازداد طوله الموجي تقل طاقته.
يمكن التعبير عن طاقة الفوتون باستخدام أي من وحدات الطاقة، وأكثرها شيوعًا إلكترون فولت والجول ومشتقاته مثل ميكروجول، إذ يعادل الجول الواحد 6.24 × 10 مرفوعة للأس 18 إلكترون فولت، ويفضل استخدام الوحدات الكبيرة عند الإشارة إلى طاقة الفوتونات في الترددات العالية أو الطاقة العالية كما في حالة أشعة جاما، على عكس طاقة الفوتونات المنخفضة، مثل نطاق تردد الراديو في الطيف الكهرومغناطيسي.

## المعادلة
إن معادلة طاقة الفوتون هي:
{\displaystyle E={\frac {hc}{\lambda }}}
حيث إن E: طاقة الفوتون، h : ثابت بلانك، c: سرعة الضوء في الفراغ، 𝞴: الطول الموجي للفوتون، ولما كان c وh ثابتين، فإن طاقة الفوتون تتناسب عكسيًا مع الطول الموجي 𝞴.
لحساب طاقة الفوتون بالإلكترون فولت، نستخدم الطول الموجي بالميكرومتر، فتصبح المعادلة:  
{\displaystyle E/{\text{eV}}={\frac {1.2398}{\mathrm {\lambda } /{\text{μm}}}}}
لذا فإن مقدار طاقة الفوتون عند الطول الموجي 1 ميكرومتر، وهو الطول الموجي القريب من الأشعة تحت الحمراء، هو تقريبًا 1.2398 إلكترون فولت.
ولما كان:
{\displaystyle {\frac {c}{\lambda }}=f}
حيث إن f هو التردد، فيمكن تبسيط معادلة طاقة الفوتون إلى:
{\displaystyle E=hf}
وهو ما يسمى معادلة بلانك/أينشتين. وباستبدال قيمة ثابت بلانك بما يعادله بوحدة J⋅s، وقيمة التردد بالهرتز، فإن طاقة الفوتون عند تردد 1 هرتز تساوي 6.62606957 × 10 مرفوعة للأس -34 جول (4.135667516 × 10 مرفوعة للأس -15 إلكترون فولت).         

## أمثلة
ترسل محطة إذاعة إف إم طاقة فوتونات مقدارها حوالي 4.1 × 10 مرفوعة للأس -7 إلكترون فولت. هذه الكمية الضئيلة من الطاقة تعادل نحو 10×8 مرفوعة للأس -13 مثل كتلة الإلكترون (عبر معادلة الطاقة/الكتلة).
إن طاقة الفوتون في أشعة جاما عالية الطاقة تساوي (100 Gev – 100 Tev)، ويتوافق هذا مع التردد من (2.42 x 10 مرفوعة للأس 25) إلى (2.42 x 10 مرفوعة للأس 28) هرتز.
في أثناء عملية البناء الضوئي، تمتص جزيئات الكلوروفيل فوتونات الضوء الأحمر عند الطول الموجي 700 نانو متر في النظام الضوئي الأول، وهو ما يقابل طاقة فوتون تساوي تقريبًا 2 إلكترون فولت، أو 3 x 10 مرفوعة للأس -19 جول، أو 75 kBT، حيث إن kBT تدل على الطاقة الحرارية.
إن ما نحتاجه من فوتونات في عملية بناء جزيئات جلوكوز مفردة من ثاني أكسيد الكربون والماء (فرق الجهد الكيميائي 10 مرفوعة للأس -18 جول) يساوي ما لا يقل عن 48 فوتون، مع كفاءة تحويل قصوى للطاقة تبلغ %35.